# Якимов, Павел Александрович
Па́вел Алекса́ндрович Яки́мов (3 июля 1992 года, Подгорный, ЗАТО Железногорск, Красноярский край) — российский триатлонист и альпинист. Чемпион мира по зимнему триатлону, чемпион России по ски-альпинизму. Мастер спорта России международного класса (зимний триатлон), мастер спорта России (альпинизм).

## Биография
В детстве занимался лыжными гонками. С зимним триатлоном познакомился случайно: на одном из соревнований он встретился со спортивным организатором Владимиром Мусиенко, который предлагал всем желающим попробовать силы в новом виде спорта. На первом же старте вошёл в пятёрку лучших, после чего тренер Андриян Христофоров предложил ему сотрудничество.
В студенческие годы занимался биатлоном, однако не смог проявить себя и вернулся в зимний триатлон.
Окончил Красноярское училище олимпийского резерва и Сибирский федеральный университет. Служил в спортивной роте при ЦСКА, при этом одновременно оставался студентом и действующим спортсменом.
В 2010 и 2011 годах выиграл первенство мира по зимнему триатлону. Был в составе взрослой сборной России, побеждал на чемпионате мира в эстафете, был призёром индивидуальных гонок на чемпионатах мира и Европы.
Также занимается ски-альпинизмом. В 2024 году стал чемпионом России в командной гонке.

## Семья
Дед — Михаил Якимов, младший сержант специальной пожарной части № 6 на химическом заводе в Железногорске. Весной 1974 года сумел ликвидировать возгорание, несмотря на сильный взрыв и ранения. Награждён медалью «За отвагу на пожаре».
Родители — спортсмены, познакомились на лыжне.

## Достижения

#### Зимний триатлон
- Чемпион мира (2018, эстафета)
- Вице-чемпион мира (2018, индивидуальная гонка)